# Wilhelm von Borries

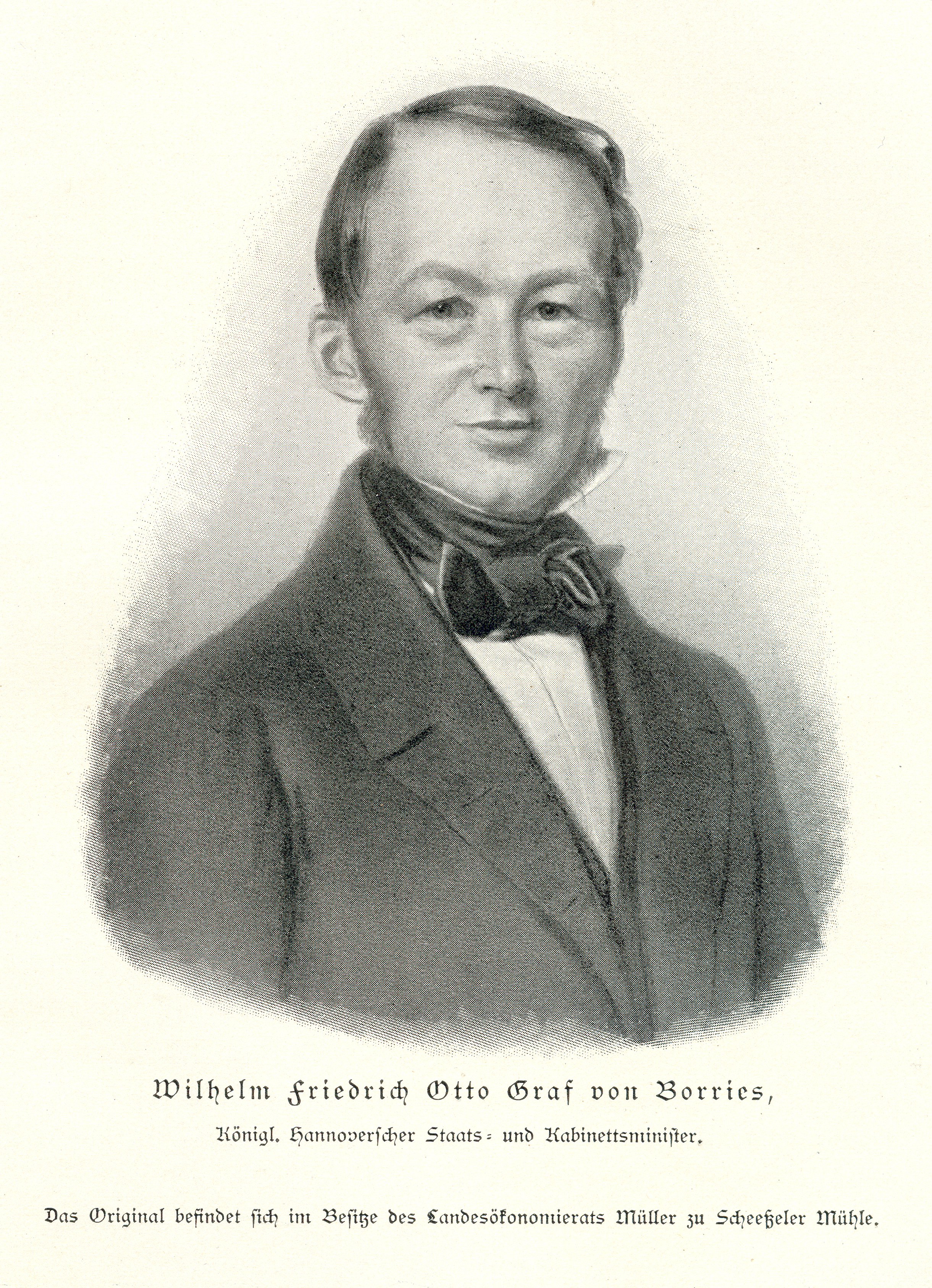
Porträt des Wilhelm von Borries;
laut der Untertitelung befand sich das Original im Besitz des Landesökonomierats Müller

Wilhelm Friedrich Otto Graf von Borries (* 30. Juli 1802 in Dorum; † 14. Mai 1883 in Celle) war ein führender Politiker des Königreichs Hannover und Mitglied des westfälisch-niedersächsischen Adelsgeschlechts Borries.

## Herkunft
Seine Eltern waren der Hofgerichtsassessor und Obervogt von Dorum Wilhelm von Borries (1776–1819) und dessen Ehefrau Juliane von der Decken (1781–1856), eine Tochter des Dietrich Georg von der Decken und der Hieme Marie Elisabeth von der Lieth. Durch seine Familie war Wilhelm von Borries Erbherr zu Horneburg und Apensen sowie Erbrichter auf dem Delm.

## Leben und Wirken
Von Borries besuchte zunächst die Ritterakademie in Lüneburg und studierte von 1821 bis 1824 Rechtswissenschaften in Göttingen, wo er auch Mitglied des Corps Bremensia Göttingen wurde, und trat anschließend in den Justizdienst des Königreichs Hannover ein. Unter anderen arbeitete er am Hofgericht in Stade. Im Jahr 1834 heiratete er Artemise von Lütcken.
Im Jahr 1848 wechselte er zur Landdrostei in Stade. Während der Revolution von 1848 stand von Borries zunächst auf Seiten der Liberalen, wechselten aber später in das Lager der Adelspartei über. Dadurch machte er sich in konservativen Kreisen einen Namen und wurde daher 1851 Innenminister des Königreichs. Allerdings stimmten seinen Ansichten nicht mit denen des gemäßigten Regierungschef Eduard von Schele zu Schelenburg überein, so dass von Borries 1852 zurücktrat. Im Jahr 1855 wurde er in der Regierung Eduard von Kielmansegg erneut Innenminister.
Danach wurde er faktisch zum leitenden Minister des Königreiches und war einer der Hauptverantwortlichen für die Durchsetzung einer strikten Reaktionspolitik. Die Adelskammer des Parlaments wurde wiederhergestellt. Beamte, die nicht auf Regierungsseite standen, wurden gemaßregelt. Die Wahlen wurden zu Gunsten der Regierung mit Erfolg beeinflusst, so dass sie im Parlament eine Mehrheit hatte.
Da von Borries immer stärker versuchte, die königliche Macht und den Einfluss der Bürokratie zu stärken, verlor er die Unterstützung der Adelspartei. Gleichzeitig geriet er von Seiten der Liberalen, die gegen Ende der 1850er Jahre wieder an Stärke gewannen, unter Druck. Seine radikale Kampfansage gegen den Deutschen Nationalverein stieß im liberalen Lager über Hannover hinaus auf Kritik.
Von König Georg V. wurde von Borries auch wegen seiner Haltung gegen die Liberalen in den erblichen Grafenstand erhoben. Allerdings wurde er im Zuge des sogenannten Katechismusstreits 1862 Gegenstand des Volkszorns und wurde 1862 als Minister entlassen. Ein Jahr später wurde von Borries Mitglied der ersten Kammer des Parlaments und 1865 Präsident des Staatsrates.
Nach dem Ende des Königreichs Hannover und dessen Eingliederung in den preußischen Staat wurde von Borries Mitglied des Provinziallandtages für die Provinz Hannover sowie des Preußischen Herrenhauses. Dort versuchte er, ohne in einer grundsätzlichen Opposition gegenüber Preußen einzutreten, möglichst viele Rechte des ehemaligen Königreichs zu wahren.

## Familie
Wilhelm von Borries heiratete am 20. Februar 1834 Artemise, geb. von Lütcken (1813–1872), eine Schwester von Eduard Christian von Lütcken. Das Paar hatte mehrere Kinder:
- Wilhelm Eduard Philipp (* 11. Oktober 1836: † 27. August 1913), Landrat ⚭ 1870 Anna Johanne Caroline von der Decken (* 12. Februar 1848)[3]
- Heinrich Otto (* 15. Februar 1838; † 5. Dezember 1895), Rittmeister ⚭ Marie Küper (* 10. Mai 1845; † 13. Februar 1915)
- Karl Hermann Ludwig (* 14. September 1845; † 15. Juni 1908), Leutnant ⚭ 1876 Auguste Mathilde Margarethe Heitmann (* 28. Juli 1849; † 27. Mai 1936)
- Ludowike (* 22. März 1850; † 8. Januar 1917) ⚭ 1870 Curt von Burghoff (* 6. Oktober 1847; † 19. März 1915)